# 삼성 갤럭시 코어
삼성 갤럭시 코어 GT-I8260 (싱글 심 카드 슬롯 모델)과 삼성 갤럭시 코어 GT-I8262 (듀얼 심 카드 모델)는 삼성전자가 제조한 스마트폰으로 오픈 소스 안드로이드 4.1.2 젤리빈 운영체제를 실행한다. 2013년 5월 초 삼성이 발표했으며, 듀얼 심 모델은 2013년 5월 중순~하순에, 싱글 심 버전은 2013년 7월에 출시되었다.

## 특징

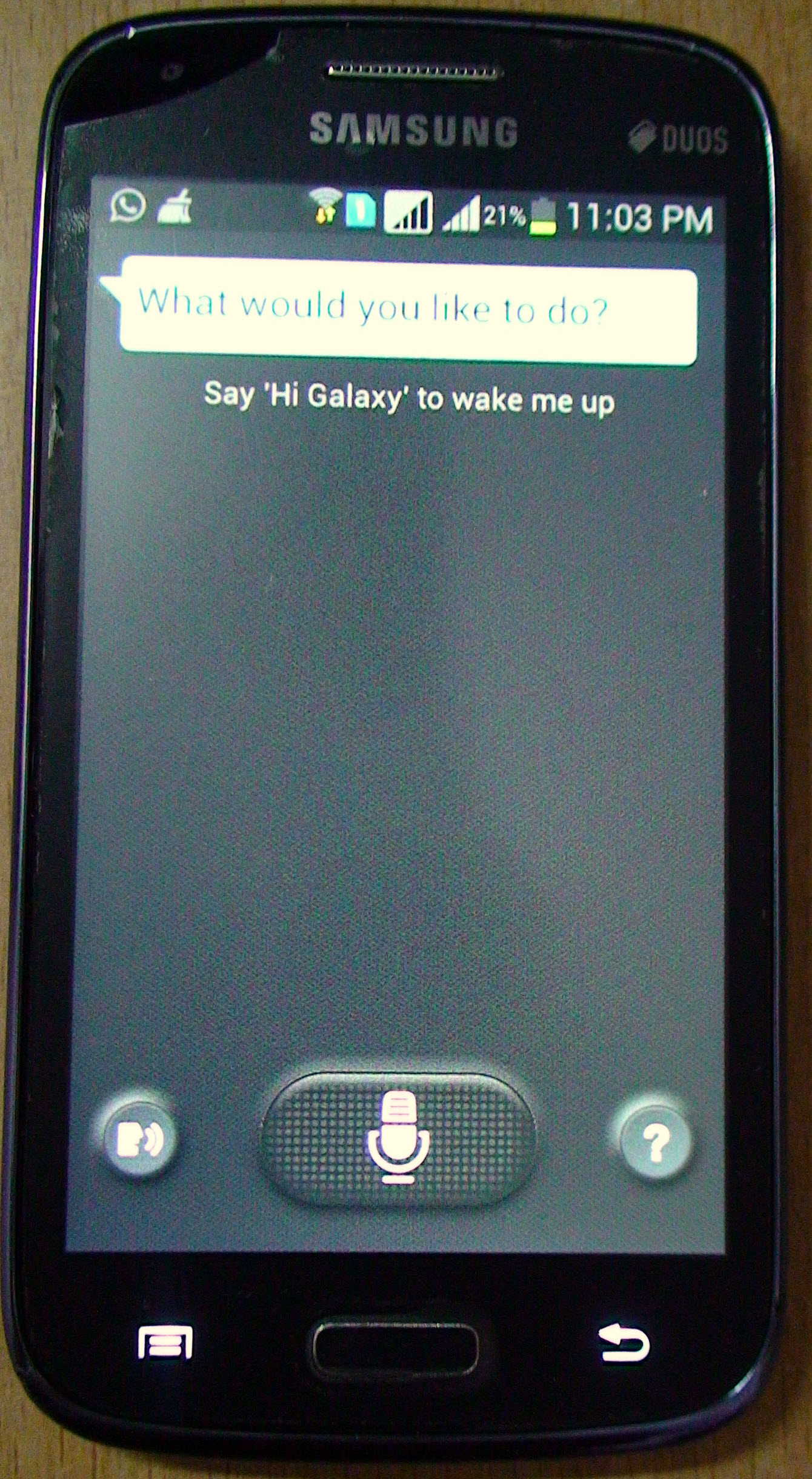
삼성 갤럭시 코어의 S 보이스.

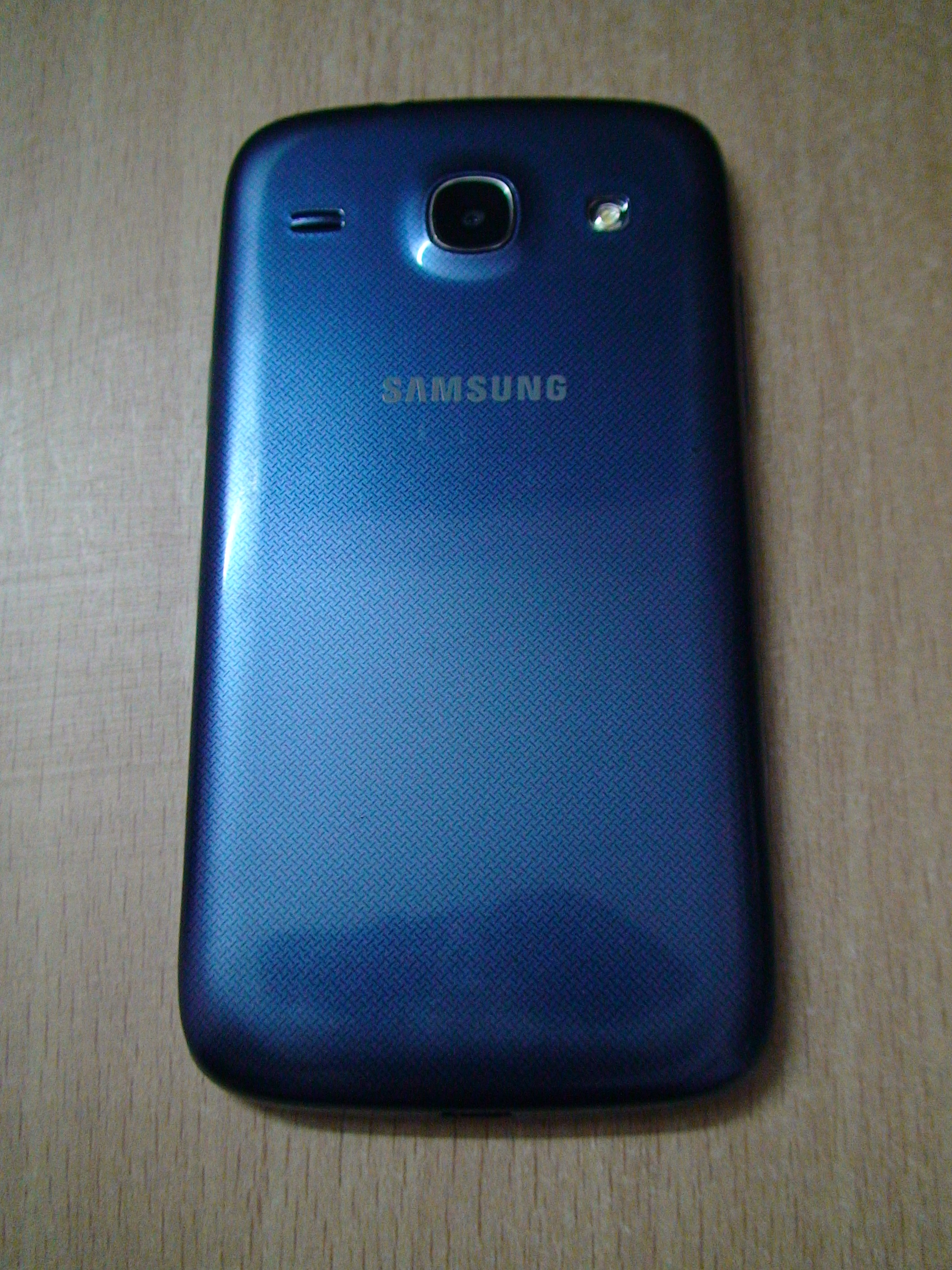
삼성 갤럭시 코어 후면.

이 장치는 삼성 갤럭시 S III와 유사한 디자인과 사양을 가지고 있다. 이 전화기에는 고급 삼성 갤럭시 장치에서 볼 수 있는 기능인 S 보이스도 탑재되어 있다. 이 장치의 주요 판매 포인트는 듀얼 심 기능이다.

## 모델 변형

### 갤럭시 코어 플러스 (SM-G350)
이 버전의 삼성 갤럭시 코어는 특정 유럽 국가에서만 사용할 수 있다. 또한 갤럭시 트렌드 3, 갤럭시 스타 2 플러스 또는 갤럭시 스타 어드밴스 (SM-G350L 및 G350M)와 동일한 모델 코드를 공유한다. 일부 모델에는 SM-G350E와 같은 3MP 카메라가 있다. 더 업그레이드된 버전으로 더 최신이고 사양이 높은 삼성 갤럭시 코어 프라임도 참조하라.

### 중화인민공화국

#### 갤럭시 트렌드 3 (SM-G3502)
중화인민공화국용 듀얼 SIM 버전이지만 플래시가 없다. 그래도 카메라는 있다.

#### 갤럭시 코어 4G (SM-G386F)
차이나 모바일의 TD-LTE 모델.

#### 갤럭시 스타일 듀오스 (GT-I8260)
싱글 심 카드 슬롯.

#### 갤럭시 스타일 듀오스 (GT-I8262)
듀얼 심 카드 슬롯.

### 미국

#### 갤럭시 코어 프라임 (SM-G360P)
2014년 11월 출시; GSM, LTE (Cat4), HSPA, 싱글 심 (듀오스 듀얼 심).
쿼드 코어 1.2 GHz Cortex-A53.

## 같이 보기
- 삼성 갤럭시 에이스
- 삼성 갤럭시 S II
- 갤럭시 넥서스
- 삼성 갤럭시 코어 프라임